# Бестужев-Рюмін Костянтин Миколайович
Бестужев-Рюмін Костянтин Миколайович (14 травня 1829 — 2 січня 1897) — російський історик, професор Петербурзького університету, академік. Член Історичного товариства імені Нестора-Літописця. Керівник санкт-петербурзької школи історіографії, фахівець з джерелознавства. За чинам — таємний радник. За поглядами належав до слов'янофілів.

## Життєпис
Народився у селі Кудрьошкі Горбатовського повіту Нижньогородської губернії в старовинній дворянській родині. Популярність отримали його брати Валеріан (1834—1890, прокурор в м. Самарі, потім голова окружного суду в м. Острогозьку) і Василь (1835—1910, генерал-лейтенант). Ще більш відомий їх дядько Михайло Бестужев, страчений в 1826 році на Кронверкській набережній.
Середню освіту здобував у приватному пансіоні Л. Ф. Камбека, в благородному пансіоні при Нижньогородській гімназії, який в 1844 р. був перетворений в Нижньогородській Дворянський інститут (1840—1845); в Нижньогородській гімназії (1845—1847). У 1847 р. Бестужев-Рюмін вступив до Московського університету на словесний факультет, але майже відразу перейшов на юридичний факультет. У студентські роки зазнав впливу Т. М. Грановського, К. Д. Кавеліна, С. М. Соловйова. Після закінчення університету (1851) він ніколи більше не займався юриспруденцією. З середини 1850-х років почалася журналістська діяльність Бестужева-Рюміна: він був помічником редактора «Московских ведомостей», пробував видавати свій журнал «Московське огляд» (гроші на видання дав А. І. Лакс), в 1859—1865 роки співпрацював в журналі «Вітчизняні записки» (рос. Отечественные записки).
Першими статтями Бестужева-Рюміна в області російської історії стали відгуки на роботи Б. М. Чичеріна, С. М. Соловйова, в яких він виступив на підтримку державної школи. Він багато працював над перекладами, зокрема, переклав двотомну працю англійського історика і соціолога Г. Т. Бокля «Історія цивілізації в Англії» (рос. История цивилизации в Англии).
У 1861—1869 роках Бестужев-Рюмін — був редактором відділу російської та слов'янської історії в «Енциклопедичному словнику» (рос. Энциклопедический словарь) А. О. Краєвського, в 1863—1864 рр. — редактор «Записок Імператорського російського Географічного товариства» (рос. Записки Императорского Русского географического общества), в 1865 р. був обраний членом Археографічної комісії і вступив в члени Російського Історичного товариства. У 1864 р. він був запрошений викладати російську історію в царській родині, що свідчило про визнання його наукових заслуг.
З 1860-х років Бестужев-Рюмін відійшов до слов'янофільського напрямку, хоча спочатку критикує його релігійно-філософські концепції.
У лекціях 1880-х років вчений зайнявся проблемою з'ясування передумов і причин виникнення слов'янофільського напрямку. Він доводив, що слов'янофільство склалося як реакція на загальну прозахідницьку обстановку. Поява в країні національного спрямування Бестужев-Рюмін називав «дивом», оскільки освіта в Росії, стверджував він, завжди була наносною, а до кінця XVIII — початку XIX століть російське суспільство досягло повної денаціоналізації.
У 1890 р. Імператорська академія наук обрала К. М. Бестужева-Рюміна своїм дійсним членом на Відділенні російської мови і словесності. Обраний почесним членом Російського Археологічного товариства.
З його ініціативи у 1878 р. було відкрито Вищі жіночі курси.
Помер у м. Санкт-Петербург на 68 році життя від запалення легенів, похований на Новодівочому цвинтарі (Санкт-Петербург).

## Праці
Автор ряду праць і статей, присвячених в основному стародавньому періоду вітчизняної історії: «Про склад руських літописів», «Руська історія» (1 і 2 томи) та ін.. У своїх працях обмежувався описом історичних фактів.
- (рос.)Бестужев К. Н., Русская история. — М.: Вече, 2007. — ISBN 5-9533-1518-0.

## Бестужев-Рюмін про роль татар в становленні Російської держави
|  | Впливу татар не можна відкидати вже тому, що ми довго перебували з ними в зв'язку, і тому, що в своїх зносинах зі Сходом Московська держава користувалася послугами татар; в адміністрацію увійшло багато східного, особливо у фінансовій системі: цього теж, здається, не можна відкидати; можливо, знайдуться сліди і у військовому устрої. Це наслідки прямі; непрямі наслідки навряд чи не важливіші, бо сюди належить відділення Східної Русі від Західної, значна частка зупинки у розвитку просвітництва: у татарщину було не до освіти, — і огрубіння звичаїв. |